# L'Heure de vérité
Pour les articles homonymes, voir L'heure de vérité (homonymie).
L'Heure de vérité est une émission télévisée politique française créée et présentée par François-Henri de Virieu et diffusée le jeudi soir à 20 h 30 à partir du 20 mai 1982, puis le dimanche midi à partir du 8 septembre 1991 sur Antenne 2, puis France 2, jusqu'au 18 juin 1995. Elle s'inspirait de l'émission du même nom créée par Michel Péricard en 1972.

## Principe de l'émission
Ce grand rendez-vous d’Antenne 2 puis France 2, était devenu l'émission politique de référence à laquelle la plupart des hommes politiques français souhaitaient être invités. L'invité était soumis pendant une heure aux questions de trois journalistes : Alain Duhamel, Albert du Roy et Jean-Marie Colombani, ce dernier étant parfois remplacé par un autre journaliste (Serge July, Michel Cardoze ou Christine Clerc).[réf. souhaitée]
Le premier invité lors de l'émission du 20 mai 1982 fut Jacques Delors, à l'époque ministre de l'Économie et des Finances. Le deuxième invité, en juin, fut le secrétaire général du Parti communiste français, Georges Marchais. La journaliste Christine Clerc chercha à l'embarrasser en l'interrogeant sur l'opération israélienne au Liban « Paix en Galilée » qu'il combattait, et sur les cris de manifestants : « Begin assassin, Mitterrand complice. » ; Marchais approuvait le premier slogan mais désapprouvait le second.[réf. nécessaire]
Le 10 septembre 1986, le ministre de l'Économie Édouard Balladur inaugure la tradition du « livre d'or » : à la fin de l'émission, l'invité rédige une citation sur la page d'un livre, qui est ensuite présentée à l'écran.
La dernière invitée de l'émission, le 18 juin 1995, fut Élisabeth Badinter. L'émission prévue le 25 juin, qui aurait dû recevoir François Bayrou, a été annulée pour cause de grève dans l'audiovisuel public. La suppression de l'émission dans la grille de la rentrée 1995-1996 est annoncée par communiqué de presse le 20 juillet 1995.

## Indicatif de l'émission
L'indicatif musical du générique de l'émission était une partie instrumentale de Live and Let Die de Paul McCartney et les Wings, bande originale du film Vivre et laisser mourir (1973) de la série des James Bond,.

## Quelques temps forts de l'émission
Les personnalités politiques les plus invitées à cette émission furent, dans l'ordre : Valéry Giscard d'Estaing et Raymond Barre (10 passages), puis Jacques Chirac, Édouard Balladur, Lionel Jospin, Charles Pasqua et Jean-Marie Le Pen (9 passages chacun). François Mitterrand n'y participa que deux fois mais, une fois élu président, il imposa ses conditions : absence de public et refus de l'arrivée en musique.
- Le 13 février 1984, Jean-Marie Le Pen est pour la première fois invité à L'Heure de vérité[8], quatre mois avant les élections européennes de 1984 qui voient sa première percée nationale, avec 10,95 % des voix. L'émission avait été programmée pour le 6 février. Mais le souvenir, cinquante ans plus tôt, de la journée du 6 février 1934 était dans toutes les mémoires. On préféra repousser d'une semaine l'invitation.
  - Le 16 octobre 1985, l'émission voit Jean-Marie Le Pen se jouer des attaques de son intervieweur Franz-Olivier Giesbert[9]. La veille, un double attentat revendiqué par Action directe avait visé les studios d'Antenne 2 et la Maison de la Radio[7].
  - Le 27 janvier 1988, Jean-Marie Le Pen est invité pour la quatrième fois. La direction du MRAP écrit une lettre ouverte à la chaîne pour s'indigner. En effet, la date choisie marque l'anniversaire de la libération d'Auschwitz et ce alors que quelques mois plus tôt, le dirigeant du FN a qualifié les chambres à gaz de « point de détail de l'histoire de la Deuxième Guerre mondiale »[10],[11]. La LDH publie un communiqué parlant de « provocation, notamment pour les anciens déportés »[12] ; des manifestations incluant le PCF et la Licra ont lieu dans toute la France. L'émission est toutefois maintenue[13]. Au cours de celle-ci, Jean-Marie Le Pen est interrogé par des spectateurs sur sa précédente déclaration[14]. L'historien Christian Delporte analyse cette séquence ainsi : « ce ne sont pas tant les mots ou les formules figées qui fondent la langue de bois lepéniste qu'une dialectique du discours qui brouille les pistes »[15].
  - Au premier semestre 1989, à l'occasion de la cinquième invitation de Jean-Marie-Le Pen depuis le 13 février 1984, des télespectateurs interpellèrent en voix off François-Henri de Virieu sur le fait qu'il n'avait encore jamais invité un représentant des Verts. Il répondit que les Verts n'avaient pas, à la différence du Front national, de groupe au Parlement européen[16].
  - L'année suivante, en 1990, la question entra dans le débat public en ces termes : six fois pour Jean-Marie Le Pen et une fois Antoine Waechter. François-Henri de Virieu fut invité à s'expliquer dans une émission des Dossiers de l'écran consacrée à l'extrême droite, avec notamment comme interlocuteurs Lionel Jospin, ministre socialiste de l'éducation nationale et Michel Noir, ancien ministre RPR, délégué au commerce extérieur, qui avait écrit en 1987 dans le Monde un article intitulé  "Plutôt perdre une élection que de perdre son âme".
- Le 17 décembre 1989, l'émission reçoit le roi Hassan II du Maroc dans le cadre de sa rencontre, en tant que président de la Ligue arabe, avec le président de la Communauté économique européenne, François Mitterrand. Cette émission fut enregistrée au palais royal de Rabat[17]. L'émission fit également polémique du fait que les journalistes intervieweurs, Alain Duhamel, Jean Daniel, Albert du Roy, furent critiqués pour ne pas avoir suffisamment posé de questions désagréables au souverain ; notamment sur les violations des droits de l'homme au Maroc.
- Le 22 décembre 1991, l'émission reçoit l'ex-président du Conseil Antoine Pinay, à quelques jours de son centième anniversaire[18].
- Le 20 mars 1994, l'ancienne Première dame Claude Pompidou fut invitée d'honneur de l'émission en l'honneur des vingt ans du décès de son mari, Georges Pompidou. C'est la seule émission de débat télévisé à laquelle elle participa.
- Le 18 juin 1995, la dernière invitée de l'émission fut Élisabeth Badinter, professeure de philosophie.
- Invité dans l'émission, Philippe de Villiers est accueilli par cette question d'Ivan Levaï : « Qu'est-ce qui vous différencie du maréchal Pétain ? » De Villiers lui répond que son père était un résistant qui avait sauvé la vie d'un officier juif[19].

## Parodie
Cette émission a été parodiée par le groupe d'humoristes Les Inconnus dans un sketch intitulé Le jeu de la vérité vraie.